# Tory Belleci

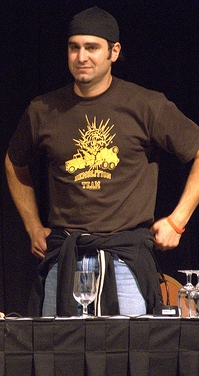
Tory Belleci (2006)

Salvatore „Tory“ Paul Belleci (* 30. Oktober 1970 in Monterey, Kalifornien) ist ein US-amerikanischer Modellbauer und Filmemacher. Bekannt wurde er vor allem durch die Fernsehsendung MythBusters – Die Wissensjäger.

## Frühes Leben
Belleci besuchte ab 1986 die örtliche High-School. Nach der High School besuchte er die San Francisco State University, um Regisseur zu werden. Nach seinem Abschluss 1994 arbeitete er zunächst bei einer kleinen Spezialeffekt-Firma, bevor er zu Industrial Light & Magic wechselte, wo er bereits mit seinen späteren Kollegen Jamie Hyneman und Grant Imahara zusammenarbeitete. Er wirkte bei vielen Hollywoodfilmen, wie zum Beispiel den Star-Wars- und den Matrix-Filmen als Modellbauer mit. Einer seiner eigenen Kurzfilme SandTrooper wurde im Fernsehen ausgestrahlt.

## MythBusters – Die Wissensjäger
2003 kam Belleci als „Mädchen für alles“ zu Jamie Hynemans Firma M5 Industries und arbeitete vor allem hinter den Kulissen. Ab der zweiten Staffel war er Teil des Bauteams. Seit der dritten Staffel wurde er als Co-Moderator mit den anderen Mitgliedern des Teams geführt. 2005 konnte er seinen ehemaligen Kollegen Grant Imahara in die Sendung hineinholen. Mit Ende der 2014er Staffel endete der Einsatz des Bauteams bei den MythBusters.

## Andere Sendungen
Belleci moderierte 2011 die Discovery Channel Shows „Flying Anvills“ (dt. Fliegende Ambosse), und Pumpkin Chumpkin. 2012 trat er zusammen mit Kari Byron in der Sendung Sons of Guns auf, in der der Mythos des durch einen Pistolenschuss explodierenden Gastanks neu aufgelegt wurde. Im Spätsommer 2013 startete in den USA Bellecis eigene Show Blow it Up! (dt. Spreng es in die Luft), in der er mit seiner Freundin, der kanadischen Moderatorin Francesca Garigue, auftritt.